# Shaman (Album)
Shaman ist das 19. Studioalbum des mexikanischen Rock-Musikers und Gitarristen Carlos Santana. Es wurde am 21. Oktober 2002 über das Label Arista Records veröffentlicht. Ähnlich wie bei Supernatural arbeitete Santana mit diversen Gastmusikern zusammen.

## Titelliste
1. Adouma – 4:15
2. Nothing at All (feat. Musiq Soulchild) – 4:28
3. The Game of Love (feat. Michelle Branch) – 4:15
4. You Are My Kind (feat. Seal) – 4:19
5. Amoré (Sexo) (feat. Macy Gray) – 3:51
6. Foo Foo (feat. Tabou Combo) – 6:28
7. Victory Is Won – 5:20
8. Since Supernatural (feat. Melky Sedeck & Governor) – 4:32
9. America (feat. P.O.D.) – 4:35
10. Sideways (feat. Citizen Cope) – 4:41
11. Why Don’t You & I  (feat. Chad Kroeger) – 4:34
12. Feels Like Fire (feat. Dido) – 4:39
13. Aye Aye Aye – 4:45
14. Hoy es adiós (feat. Alejandro Lerner) – 4:37
15. One of These Days (feat. Ozomatli) – 5:51
16. Novus (feat. Plácido Domingo) – 4:10

## Kommerzieller Erfolg

### Chartplatzierungen und Singles
Shaman stieg am 4. November 2002 auf Platz 2 der deutschen Albumcharts ein und hielt sich insgesamt 20 Wochen lang in den Charts. In den Vereinigten Staaten debütierte das Album auf Platz 1 der Billboard 200. In den US Jahrescharts für 2003 belegte Shaman Platz 39. Ebenso erreichte der Tonträger die Spitze der Charts in der Schweiz und Italien.

#### Album
| ChartsChartplatzierungen       | Höchstplatzierung | Wochen |
| ------------------------------ | ----------------- | ------ |
| Deutschland (GfK)              | 2 (20 Wo.)        | 20     |
| Österreich (Ö3)                | 4 (17 Wo.)        | 17     |
| Schweiz (IFPI)                 | 1 (24 Wo.)        | 24     |
| Vereinigte Staaten (Billboard) | 1 (56 Wo.)        | 56     |
| Vereinigtes Königreich (OCC)   | 15 (10 Wo.)       | 10     |

| ChartsJahrescharts (2002)      | Platzierung |
| ------------------------------ | ----------- |
| Deutschland (GfK)              | 41          |
| Österreich (Ö3)                | 68          |
| Schweiz (IFPI)                 | 22          |
| Vereinigte Staaten (Billboard) | 103         |

| ChartsJahrescharts (2003)      | Platzierung |
| ------------------------------ | ----------- |
| Vereinigte Staaten (Billboard) | 39          |

#### Singles
| Jahr | Titel             | Höchstplatzierung, Gesamtwochen, AuszeichnungChartplatzierungen (Jahr, Titel, , Platzierungen, Wochen, Auszeichnungen, Anmerkungen) | Höchstplatzierung, Gesamtwochen, AuszeichnungChartplatzierungen (Jahr, Titel, , Platzierungen, Wochen, Auszeichnungen, Anmerkungen) | Höchstplatzierung, Gesamtwochen, AuszeichnungChartplatzierungen (Jahr, Titel, , Platzierungen, Wochen, Auszeichnungen, Anmerkungen) | Höchstplatzierung, Gesamtwochen, AuszeichnungChartplatzierungen (Jahr, Titel, , Platzierungen, Wochen, Auszeichnungen, Anmerkungen) | Höchstplatzierung, Gesamtwochen, AuszeichnungChartplatzierungen (Jahr, Titel, , Platzierungen, Wochen, Auszeichnungen, Anmerkungen) | Anmerkungen                                                    |
| Jahr | Titel             | DE | AT | CH | UK | US | Anmerkungen                                                    |
| ---- | ----------------- | --- | --- | --- | --- | --- | -------------------------------------------------------------- |
| 2002 | The Game of Love  | DE46 (9 Wo.)DE | AT51 (13 Wo.)AT | CH20 (21 Wo.)CH | UK16 (9 Wo.)UK | US5 (34 Wo.)US | Erstveröffentlichung: 17. September 2002 feat. Michelle Branch |
| 2003 | Nothing at All    | — | — | CH74 (3 Wo.)CH | — | — | Erstveröffentlichung: März 2003 feat. Musiq Soulchild          |
| 2003 | Why Don’t You & I | DE75 (4 Wo.)DE | — | — | — | US8 (35 Wo.)US | Erstveröffentlichung: 8. April 2003 feat. Chad Kroeger         |

### Auszeichnungen für Musikverkäufe
Shaman wurde 2002 in Deutschland für mehr als 300.000 verkaufte Einheiten mit einer Platin-Schallplatte, in den Vereinigten Staaten für über zwei Millionen Verkäufe mit Doppel-Platin ausgezeichnet.
| Professionelle Bewertungen | Professionelle Bewertungen |
| -------------------------- | -------------------------- |
| Kritiken                   |                            |
| Quelle                     | Bewertung                  |
| allmusic                   | [ 18 ]                     |
| laut.de                    | [ 19 ]                     |
| entertainment.ie           | [ 20 ]                     |
| Rolling Stone              | [ 21 ]                     |

| Land/Region                  | Auszeichnungen für Musikverkäufe (Land/Region, Auszeichnung, Verkäufe) | Verkäufe    |
| ---------------------------- | ---------------------------------------------------------------------- | ----------- |
| Argentinien (CAPIF)          | Gold                                                                   | 20.000      |
| Australien (ARIA)            | Platin                                                                 | 70.000      |
| Belgien (BRMA)               | Gold                                                                   | 25.000      |
| Brasilien (PMB)              | Platin                                                                 | 125.000     |
| Deutschland (BVMI)           | Platin                                                                 | 300.000     |
| Europa (IFPI)                | Platin                                                                 | (1.000.000) |
| Finnland (IFPI)              | Gold                                                                   | 15.811      |
| Frankreich (SNEP)            | 2× Gold                                                                | 200.000     |
| Griechenland (IFPI)          | Gold                                                                   | 10.000      |
| Japan (RIAJ)                 | Gold                                                                   | 100.000     |
| Mexiko (AMPROFON)            | Gold                                                                   | 75.000      |
| Neuseeland (RMNZ)            | Platin                                                                 | 15.000      |
| Niederlande (NVPI)           | Gold                                                                   | 40.000      |
| Norwegen (IFPI)              | Gold                                                                   | 25.000      |
| Österreich (IFPI)            | Platin                                                                 | 40.000      |
| Polen (ZPAV)                 | Platin                                                                 | 40.000      |
| Schweden (IFPI)              | Gold                                                                   | 30.000      |
| Schweiz (IFPI)               | 2× Platin                                                              | 80.000      |
| Spanien (Promusicae)         | Platin                                                                 | 100.000     |
| Ungarn (MAHASZ)              | Gold                                                                   | 10.000      |
| Vereinigte Staaten (RIAA)    | 2× Platin                                                              | 2.000.000   |
| Vereinigtes Königreich (BPI) | Gold                                                                   | 100.000     |
| Insgesamt                    | 13× Gold · 12× Platin ·                                                | 3.420.811   |

Hauptartikel: Carlos Santana/Auszeichnungen für Musikverkäufe